# IC 2848
IC 2848 — галактика типу dE () у сузір'ї Лев.
Цей об'єкт міститься в оригінальній редакції індексного каталогу.